# Anatoli Andrejewitsch Gromyko

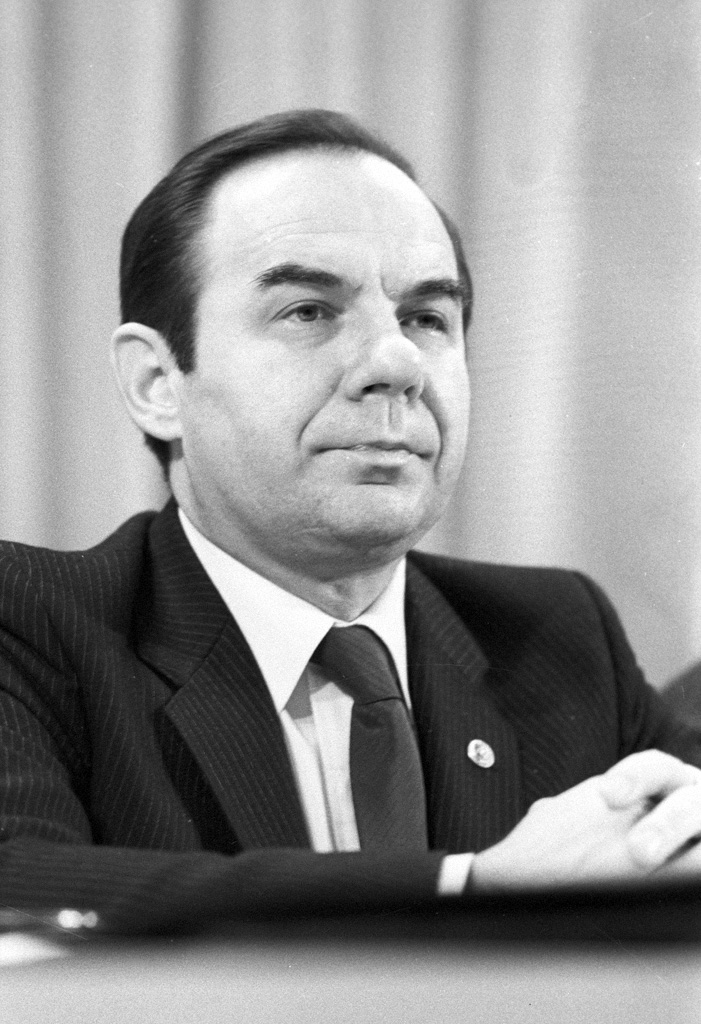
Anatoli Andrejewitsch Gromyko (1983)

Anatoli Andrejewitsch Gromyko (* 15. April 1932 in Barysaw, Belarussische SSR; † 25. September 2017 in Moskau, Russland) war ein sowjetischer bzw. russischer Diplomat und Wissenschaftler.

## Leben
Anatoli Gromyko wurde im weißrussischen Barysaw geboren und lebte von 1939 bis 1948 in den USA, wo sein Vater Andrei Gromyko (1909–1989) als sowjetischer Botschafter und Vertreter bei den Vereinten Nationen tätig war. Seine Mutter war die aus Weißrussland stammende Lehrerin Lydia Grinewitsch (1911–2004). Er hatte eine Schwester, Emilia Gromyko (* 1933).
Ab 1954 war Anatoli Gromyko am Staatlichen Institut für Internationale Beziehungen in Moskau tätig. Er spezialisierte sich auf Amerikanistik und Afrikastudien. Von 1961 bis 1965 war er an der sowjetischen Botschaft im Vereinigten Königreich, von 1973 bis 1974 in den USA und von 1974 bis 1976 in der DDR in Ost-Berlin tätig. Von 1976 bis 1991 leitete Gromyko das Institut für Afrika-Studien, wo er bis zum Jahr 2010 als wissenschaftlicher Mitarbeiter tätig war. Ab 2010 lehrte Gromyko am Institut für Internationale Sicherheit und an der Staatlichen Universität Moskau.
Gromyko war zudem Mitglied an der Russischen Akademie der Wissenschaften und der Union Russischer Künstler. Er war Co-Autor von über 30 Sachbüchern und mehr als 300 Zeitschriften-Artikeln. Er wurde mit dem Orden der Oktoberrevolution, dem Orden der Völkerfreundschaft und dem Staatspreis der UdSSR ausgezeichnet.

### Privates
Anatoli Gromyko war zweimal verheiratet und hatte zwei Söhne und eine Tochter, Anna Gromyko. Sein Sohn Igor Gromyko (* 1954) ist ebenfalls als Diplomat tätig. Sein Sohn Alexei Gromyko (* 20. April 1969) ist Historiker, Politikwissenschaftler und stellvertretender Direktor am Europa-Institut der Russischen Akademie der Wissenschaften.

## Veröffentlichungen (Auswahl)
- Die 1036 Tage des Präsidenten Kennedy. Dietz, Ost-Berlin 1970.
- Mit Wladimir Lomeiko: Wie kann die Menschheit überleben? Eine Antwort auf die Philosophie der Abschreckung. Pahl-Rugenstein, Köln 1985.
- Neues Denken im Atomzeitalter. 2. Auflage, Urania-Verlag, Leipzig 1986.

| Personendaten    | Personendaten                           |
| ---------------- | --------------------------------------- |
| NAME             | Gromyko, Anatoli Andrejewitsch          |
| KURZBESCHREIBUNG | russischer Diplomat und Wissenschaftler |
| GEBURTSDATUM     | 15. April 1932                          |
| GEBURTSORT       | Barysaw                                 |
| STERBEDATUM      | 25. September 2017                      |
| STERBEORT        | Moskau                                  |